# 周玄豹
周玄豹（850年代？—935年2月19日），清编辑本《旧五代史》作周元豹，五代十国后唐官员，燕地人，世代为从事。
周玄豹年轻时为僧，他的师父有知人之明。周玄豹跟随他周游十年多，不怕辛苦，师父就把袁天纲、許負之术教给他。大略按照人的形貌，比附龟鱼禽兽，目测臆断，作合理的分析。还乡后归俗。盧程打扮成道士游燕地，与两个朋友去见他。周玄豹对乡人张殷衮说：“适才二君子，明年开花时，都以故去。只有那个道士，他年会很显贵。”第二年，二人已经去世。二十年后，卢程在邺都为宰相。周玄豹至晋阳，张承业信用他，言事多次命中。张承业让李嗣源换衣服和诸校同列，周玄豹指着站在最后的李嗣源说：“看骨法，他莫非是内衙太保。”有人问李嗣源的福寿，他说后来当为镇州节度使，当时李嗣源为内衙都校，刚刚兼任州牧。其妻夏氏刚嫁给他，触怒了他，被丈夫殴打。周玄豹说：“此人有藩侯夫人之位，当生贵子。”李嗣源之怒缓解。太原判官司马揆拜见周玄豹，周玄豹对他说：“司马公五日之中，奉使万里，未见回期。”司马揆数日后，因酒过量，被衣领扼住而卒。唐庄宗任命周玄豹为北京巡官。唐明宗即位第二天，他对侍臣说：“方士周玄豹，昔日曾言朕诸事应验，可下诏北京把他送到洛阳。”赵凤上奏：“袁天纲、许负之事，是周玄豹所长，以陛下贵不可言，今日应验，其余不值得再问。若下诏赴京，则奔走求进之徒，争相询问吉凶，恐怕近于妖惑。”于是作罢。令厚赐金帛，授光禄卿致仕。清泰二年正月十四己酉日，在太原去世，年八十余岁。